# سامر اسلم (۲۰۱۷)
 سامر اسلم (به انگلیسی: SummerSlam) یک رویداد غیر رایگان (Pay-Per-View) در کشتی حرفه‌ای است که توسط کمپانی دبلیودبلیوئی برای برندهای راو و اسمک داون تهیه می‌شود و این دوره‌اش هم در ۲۰ اوت ۲۰۱۷ و در مجموعه ورزشی بارکلِیز سنتر شهر بروکلین ایالت نو یورک برگزار شد. این رویداد سی‌امین سامراِسلم سالانه بود.

## زمینه‌سازی
سامر اسلم شامل مسابقاتی بین دشمنی‌های موجود، ماجراهای پیش آمده و استوری‌هایی خواهد بود که پیش از این در برنامه‌های راو یا اسمک داون پخش شده بود. کشتی‌گیرها با توجه به مسابقات یا سری اتفاقاتی که برایشان رخ می‌دهد و تنش را به حد اکثر می‌رساند، نقش منفی یا قهرمان به خود می‌گیرند.

## نتایج
| #                                                                                                 | نتایج | نوع مسابقه                                                                                | مدت زمان |
| ------------------------------------------------------------------------------------------------- | --- | ----------------------------------------------------------------------------------------- | -------- |
| ۱پ                                                                                                | د میز و میزتراژ (بو دالاس و کورتیس اکسل) (به همراه ماریس) پیروز مقابل د هاردی بویز (جف و مت هاردی) و جیسون جردن | مسابقه تگ تیم شش نفره                                                                     | ۱۱:۲۰    |
| ۲پ                                                                                                | نِویل پیروز مقابل آکیرا توزاوا (با همراهی تایتوس اونیل) (c)                                                      | مسابقه تک نفره برای قهرمانی کمربند میان‌وزن دبلیودبلیوئی                                   | ۱۱:۴۵    |
| ۳پ                                                                                                | د اوسوز (جی و جیمی اوسو) پیروز مقابل د نیو دی (بیگ ای و ایگزاویر وودز) (به همراه کوفی کینگستون) (c)             | مسابقه تگ تیم برای قهرمانی کمربند تگ تیم اسمکدان                                          | ۱۹:۲۰    |
| ۴                                                                                                 | جان سینا پیروز مقابل بارون کوربین                                                                               | مسابقه تک نفره                                                                            | ۱۰:۱۵    |
| ۵                                                                                                 | ناتالیا پیروز مقابل نِیومی (c) با سابمیشن                                                                        | مسابقه تک نفره برای قهرمانی کمربند زنان اسمک‌داون                                          | ۱۱:۱۰    |
| ۶                                                                                                 | بیگ کس پیروز مقابل بیگ شو                                                                                       | مسابقه تک نفره انزو آموره در قفس کوسه در بالای رینگ معلق خواهد بود                        | ۱۰:۳۰    |
| ۷                                                                                                 | رندیاورتن پیروز مقابل مقابل روسو(میرو)                                                                          | مسابقه تک نفره                                                                            | ۰:۱۰     |
| ۸                                                                                                 | ساشا بنکس پیروز مقابل الکسا بلیس (c) با سابمیشن                                                                 | مسابقه تک نفره برای قهرمانی کمربند زنان راو                                               | ۱۳:۱۰    |
| ۹                                                                                                 | فین بلر پیروز مقابل بری وایت                                                                                    | مسابقه تک نفره                                                                            | ۱۰:۴۰    |
| ۱۰                                                                                                | دین امبروز و سث رالینز پیروز مقابل سزارو و شیمس (c)                                                             | مسابقه تگ تیم برای قهرمانی کمربند تگ تیم راو                                              | ۱۸:۳۵    |
| ۱۱                                                                                                | ای‌جی استایلز (c) پیروز مقابل کوین اوونز                                                                         | مسابقه تک نفره برای قهرمانی کمربند ایالات متحده شین مک‌ماهون داور افتخاری مسابقه خواهد بود | ۱۷:۲۰    |
| ۱۲                                                                                                | جیندر ماهال (c) (با همراهی برادران سینگ) پیروز مقابل شینسکه ناکامورا                                            | مسابقه تک نفره برای قهرمانی کمربند دبلیودبلیوئی                                           | ۱۱:۲۵    |
| ۱۳                                                                                                | براک لزنر (c) (با همراهی پل هیمن) پیروز مقابل براون استرومن٬ رومن رینز و ساموآ جو                               | مسابقه مرگبار چهارجانبه برای قهرمانی کمربند یونیورسال دبلیودبلیوئی                        | ۲۰:۴۵    |
| - (c) – نشان‌دهنده قهرمان(هایی) است که به میدان می‌روند - پ – نشان‌دهنده این است که مسابقه در پری–شو | |                                                                                           |          |

1. ↑  لزنر و هیمن اعلام کردند که در صورت باخت لزنر در این مسابقه٬ هر دوی آن‌ها دبلیودبلیوئی را ترک خواهند کرد.

## موضوعات مرتبط
- سامِراِسلم
- فهرست قهرمانان کنونی دبلیودبلیوئی